# Església Zemo Nikozi de l'Arcàngel
L'església Zemo Nikozi de l'Arcàngel (en georgià: ზემო ნიქოზის მთავარანგელოზის ეკლესია) és un edifici de l'Església ortodoxa georgiana del segle X al municipi de Gori, a la regió centre-oriental de Xida Kartli (Geòrgia). Està inscrit en la llista de Monuments Culturals destacats de Geòrgia.
És una petita església amb cúpula que es troba en el que avui és el poble de Zemo Nikozi, a la part superior de l'assentament històric de Nikozi, a la riba dreta del gran riu Liakhvi, en un antic cementiri, a uns 100 m al sud de l'església Zemo Nikozi de la Deïtat. És molt a prop de la zona de conflicte d'Ossètia del Sud, però aquesta església va sobreviure a la Guerra russogeorgiana d'agost de 2008, que va danyar greument parts de l'església del complex de la Deïtat.

## Arquitectura
L'església Zemo Nikozi de l'Arcàngel és una petita estructura de 8,5 m × 5,3 m. És una forma de disseny de creu en quadrat, coneguda com a kuppelhalle ('rectangle voltat') i construïda amb blocs de pedra basàltica grisenca ben tallats. La cúpula descansa sobre pilastres que sobresurten fortament de les parets longitudinals, el tambor de les quals està il·luminat per quatre finestres. L'edifici acaba en un absis semicircular a l'est, que té petits nínxols en cada costat. La transició de l'àrea quadrada al cercle de la cúpula s'aconsegueix mitjançant petxines. Es pot entrar a l'església per tres portes disposades simètricament als braços oest, sud i nord. Les portes estaven adornades amb pilastres i arcs de mig punt que en discorrien per sobre. L'exterior de la cúpula està adornat amb un arc cec sostingut per dues columnetes.
La façana nord té una talla de pedra que representa el genet sant Jordi matant el drac; i la base de la cúpula, al nord, té tres lleons estilitzats tallats en relleu. Una inscripció de cinc línies en l'escriptura medieval georgiana asomtavruli al mur nord proclama que l'església va ser construïda pel bisbe Michael (Mikael), que és el mateix eclesiàstic commemorat en una inscripció de l'església de la Deïtat. Just damunt hi ha una altra inscripció, ara molt danyada. En una pedra sobre la finestra nord de la cúpula, entre dues figures de lleons, es troba la tercera inscripció, disposada en quatre línies, que esmenta el nebot del bisbe Miquel, Joan (Iovane).